# Стернин, Борис Юрьевич
Бори́с Ю́рьевич Стернин (29 сентября 1939 года, Москва, СССР — 16 апреля 2017 года, там же) — российский учёный-математик. Доктор физико-математических наук (1984 г.). Член Американского, Московского и Лондонского математических обществ.

## Биография
Родился 29 сентября 1939 года в Москве.
Окончил механико-математический факультет МГУ имени М. В. Ломоносова в 1962 году, затем досрочно аспирантуру там же по кафедре дифференциальных уравнений. После защиты кандидатской диссертации «Эллиптические и параболические задачи общего вида на многообразиях с границей различной размерности» (1965) был направлен по распределению в Институт проблем механики Академии Наук СССР. Затем по приглашению акад. В. П. Маслова перешёл на работу в качестве доцента на кафедру прикладной математики Московского института электронного машиностроения.
С июля 1973 по декабрь 1985 года доцент кафедры высшей математики Московского института инженеров гражданской авиации, с 1973 по декабрь 1979 года заведовал кафедрой. Подготовил к защите докторскую диссертацию «О некоторых асимптотических методах в теории (псевдо)-дифференциальных операторов» (1974).
В 1986—2005 — профессор кафедры нелинейных динамических систем и процессов управления факультета ВМК МГУ имени М. В. Ломоносова. С 2005 г. профессор кафедры прикладной математики Российского университета дружбы народов.
В 1984 году на Учёном Совете МГУ защитил диссертацию на соискание учёной степени доктора физико-математических наук по теме «О некоторых асимптотических методах для дифференциальных уравнений» (специальность «дифференциальные уравнения и математическая физика»).
Работал за границей (ассоциированный профессор): Швеция (Lund University, 1990, Royal Institute of Technology, Stockholm 1993, 1996), Франция (University of Nice 1992, 1994, 1996), Нидерланды (University of Groningen, 1996), Германия (Potsdam University 1997, 2005, University of Hannover 2005, 2011).
В 2012 году избран действительным членом РАЕН по отделению математика.
В 2015 году был одним из номинантов премии «Человек года-2015».
Умер 16 апреля 2017 года в Москве.

## Избранные труды
Монографии и учебные пособия
- Уравнения математической физики [Текст] : Топол. аспекты проблемы С. Л. Соболева : [Учеб. пособие] / М-во высш. и сред. спец. образования РСФСР. Моск. ин-т электронного машиностроения. — Москва : [б. и.], 1971. — 84 с.;
- Элементы вариационного исчисления в целом / Б. Ю. Стернин; Моск. гос. ун-т им. М. В. Ломоносова. Фак. вычисл. математики и кибернетики. — М., 2000. — 135 с. : ил.; ISBN 5-89407-088-0
- Эллиптическая теория на компактных многообразиях с особенностями [Текст] : [Учеб. пособие] / М-во высш. и сред. спец. образования РСФСР. Моск. ин-т электронного машиностроения. Кафедра прикл. математики. — Москва : [б. и.], 1974. — 108 с.;
- Квазиэллиптические уравнения в бесконечном цилиндре [Текст] : [Учеб. пособие] / М-во высш. и сред. спец. образования РСФСР. Моск. ин-т электронного машиностроения. Кафедра прикл. математики. — Москва : [б. и.], 1973. — 198 с. : черт.;
- Методы некоммутативного анализа : Пер. с англ. авт. / В. Назайкинский, Б. Стернин, В. Шаталов. — М. : Техносфера, 2002. — 334 с.; 25 см. — (Мир математики).; ISBN 5-94836-002-4
- Лагранжевы многообразия и метод канонического оператора [Текст] / А. С. Мищенко, Б. Ю. Стернин, В. Е. Шаталов. — М.: Наука, 1978. — 352 с. : ил.;
- Метод канонического оператора Маслова [Текст] : Комплексная теория : [Учеб. пособие] / А. С. Мищенко, Б. Ю. Стернин, В. Е. Шаталов ; М-во высш. и сред. спец. образования РСФСР. Моск. ин-т электронного машиностроения. — М.: [б. и.], 1974. — 229 с.;
- Contact geometry and linear differential equations / by Vladimir E. Nazaikinskii, Victor E. Shatalov, Boris Yu. Sternin. — Berlin ; New York : de Gruyter, 1992. — VII, 216 с. — (De Gruyter expositions in mathematics; 6).; ISBN 3-11-013381-4
- A. S. Mishchenko, B. Ju. Sternin, V. E. Shatalov. Lagrangian Manifolds and the Maslov Operator, Springer-Verlag, Berlin, Heidelberg (1990), 395 p.
- V. E. Nazaikinskii, V. E. Shatalov, B. Yu. Sternin. Methods of noncommutative analysis: theory and applications, Berlin, New York (1996), 373 p.

Статьи
- Об инвариантных формулах индекса спектральных краевых задач / А. Ю. Савин, Б. Ю. Стернин, Б.-В. Шульце // Дифференциальные уравнения. — 1999. Т. 35, № 5. — С. 705—714
- О нелокальных задачах Соболева / А. Ю. Савин, Б. Ю. Стернин // Доклады Академии наук. — 2013. — Т. 451, № 3. — С. 259—263
- Индекс задач Соболева на многообразиях с многомерными особенностями / А. Ю. Савин, Б. Ю. Стернин // Дифференциальные уравнения. — 2014. — Т. 50, № 2. — С. 229—241.